# Planodiscus (protista)
Planodiscus es un género de foraminífero bentónico considerado homónimo posterior de Planodiscus Sellnick, 1926, y sinónimo posterior de Planoarchaediscus de la subfamilia Archaediscinae, de la familia Archaediscidae, de la superfamilia Archaediscoidea, del suborden Fusulinina y del orden Fusulinida. Su especie tipo era Parapermodiscus transitus. Su rango cronoestratigráfico abarca desde el Viseense hasta el Serpujoviense (Carbonífero inferior).

## Discusión
Algunas clasificaciones más recientes hubiesen incluido Planodiscus en el Suborden Archaediscina, del Orden Archaediscida, de la Subclase Afusulinana y de la Clase Fusulinata. Planodiscus sustituía a Parapermodiscus Reytlinger, 1969, ya que este era un homónimo posterior de Parapermodiscus Miklukho-Maklay, 1953.

## Clasificación
Planodiscus incluía a las siguientes especies:
- Planodiscus transitus †